# Philippe de Villiers

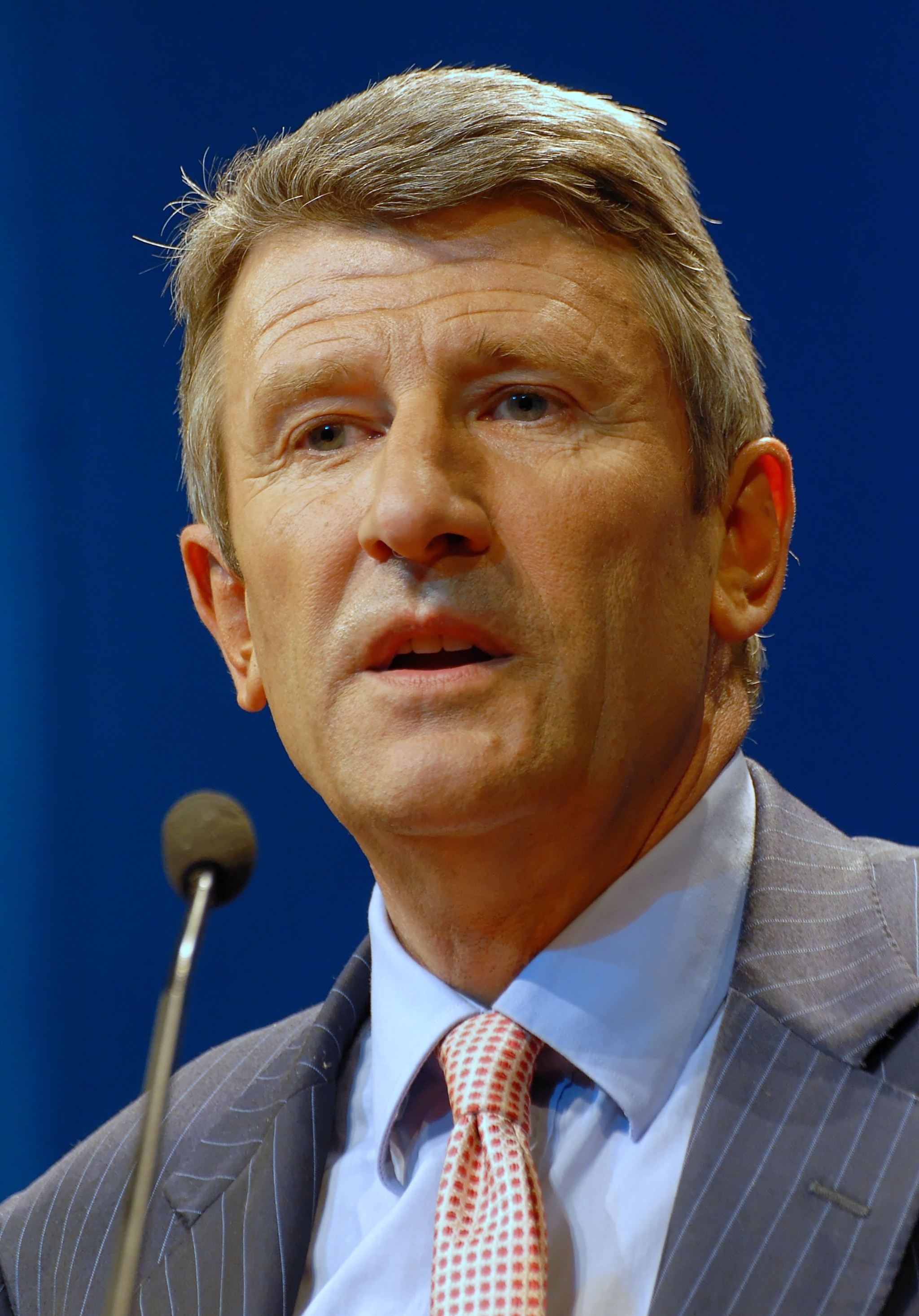
Philippe de Villiers (Toulouse, 2007)

Philippe de Villiers op bezoek bij Vladimir Poetin in het Livadiapaleis op de Krim, 14 augustus 2014.

Burggaaf Philippe de Villiers (Boulogne, 25 maart 1949) is een Frans politicus. Van 1994 tot 2018 leidde hij de rechts-conservatieve partij Mouvement Pour la France (MPF). Na de opheffing ervan werd hij in 2021 lid van het extreemrechtse Reconquête. Hij bekleedde diverse politieke mandaten en richtte het historische themapark Puy du Fou op.

## Loopbaan
Philippe de Villiers werd in 1994 politiek leider van de dat jaar opgerichte Mouvement Pour la France (MPF). In zijn thuisbasis, het departement Vendée in het westen van Frankrijk, is hij sinds de jaren tachtig en tot op de dag van vandaag veruit de populairste politicus. Hij bestuurt met zijn partijgenoten het departement en behaalt in zijn departement bij elke verkiezing bijzonder hoge scores. Naast zijn politieke en bestuursfuncties in het departement Vendée is hij Frans en Europees volksvertegenwoordiger. Halverwege de jaren tachtig maakte hij een keer deel uit van de Franse regering.
De katholiek Villiers is bezorgd over de snelle groei van de islam in Frankrijk. Hij maakt zich sterk voor een Frankrijk dat Frans blijft en voor een Europa dat Europees blijft. Mocht Turkije ooit toetreden tot de Europese Unie, dan dient Frankrijk er volgens hem uit te stappen. Begin 2005 was hij een van de leidende figuren in de campagne tegen het Verdrag tot vaststelling van een Grondwet voor Europa, dat door een meerderheid van de Fransen per referendum werd verworpen.
Na tegenvallende resultaten in 1995 stelde hij zich in 2002 niet kandidaat bij de Franse presidentsverkiezingen. In 2007 deed hij wel mee en haalde in de eerste ronde 2,23% van de stemmen. Dat was niet genoeg om mee te kunnen doen aan de tweede ronde.
Op 30 september 2010 maakte hij bekend dat hij per 31 oktober 2010 zou aftreden als president van het Conseil général de la Vendée. Door de MPF werd meegedeeld dat Villiers zich niet helemaal zou terugtrekken uit de politiek.
- Biblioteca Nacional de España: XX5562065
- Bibliothèque nationale de France: cb120731524 (data)
- CiNii: DA07606261
- Gemeinsame Normdatei: 119408546
- International Standard Name Identifier: 0000 0000 5815 7706
- Library of Congress Control Number: n88652058
- Nationale Bibliotheek van Tsjechië: pna20211124912
- Nationale Bibliotheek van Israël: 987007454195705171
- Système universitaire de documentation: 029017157
- Virtual International Authority File: 17246348
- WorldCat: E39PBJpYvF9H8V783fb8yY3hHC